# NGC 2699
NGC 2699 est une petite galaxie elliptique située dans la constellation de l'Hydre. NGC 2699 a été découverte par l'astronome prussien Heinrich d'Arrest en 1862.

## Caractéristiques
Sa vitesse par rapport au fond diffus cosmologique est de 2 175 ± 22 km/s, ce qui correspond à une distance de Hubble de 26,350 ± 1,476 Mpc (∼85,9 millions d'al).
À ce jour, six mesures non basées sur le décalage vers le rouge (redshift) donnent une distance de 26,350 ± 1,476 Mpc (∼85,9 millions d'al), ce qui est légèrement à l'extérieur des valeurs de la distance de Hubble. Notons cependant que c'est avec la valeur moyenne des mesures indépendantes, lorsqu'elles existent, que la base de données NASA/IPAC calcule le diamètre d'une galaxie et qu'en conséquence le diamètre de NGC 2699 pourrait être d'environ 9,76 kpc (∼31 800 al) si on utilisait la distance de Hubble pour le calculer.

## Trou noir supermassif
Selon une étude réalisée en 2017 à l'aide du télescope spatial Hubble et portant sur plusieurs galaxies, NGC 2699 renferme un trou noir supermassif dont la masse est d'environ 379 millions (minimum 147, maximum 615 millions) de masses solaires.

## Groupe de NGC 2708
NGC 2699 fait partie du groupe de NGC 2708. Les deux autres galaxies de ce groupe sont NGC 2695 et NGC 2706.